# チャールズ・フレーザー (植物学者)
チャールズ・フレーザー（Charles Fraser または Frazer または Frazier、1788年 - 1831年12月22日）はスコットランド生まれでオーストラリアで働いた軍人。植物学者である。多くのオーストラリアの植物を収集し、分類した。ジェームズ・スターリングが率いた西オーストラリアのスワン川の探検など、多くの探検に参加した。スワン川地域の土壌の豊かなことを報じてスワン川植民地(Swan River Colony)の設立される元となった。

## 生涯
スコットランドのパースシャーの Blair Atholに生まれた。アソル公爵の屋敷や、エディンバラやグラスゴーで庭師として働いた後、1815年に陸軍に入隊した。オーストラリアに派遣され、園芸家としての技術を認められ、シドニー王立植物園の監督者に任命され、終生、王立植物園で働いた。1821年には、陸軍を除隊し、公式に植民地政府の植物学者に任命され、シドニー王立植物園を、総督の個人的な庭園から、オーストラリアの主要な庭園や、入植地や、世界の主要な植物栽培園と植物を入手し交流させることによって、世界的に評価の高い植物園のひとつに育てた。
1817年から、探検調査に参加し植物採集を行った。ジョン・オクスリーのオーストラリア探検に参加した3人のメンバーのひとりで、1817年に、ラックラン川、マッコーリー川を 調査し、1818年にはオーストラリア北東部、1819年にはポート・マッコリー、ヘースティング川を調査した。1820年にはタスマニアに渡り、1826年にはニュージーランド、ノーフォーク島を訪れた。
1827年に、オーストラリア西海岸のスワン川の入植のための評価のために、調査を行うジェームズ・スターリングの探検隊のメンバーに選ばれた。3月7日にサクセス号（HMS Success）でスワン川地域に至り、18人の隊員とボートで、スワン川を遡って、調査を行った。スターリング、ガーリング（Frederick Garling）とフレーザーは、現在のパースの自然公園キングスパークとなっている、エリザ山に登山した最初のヨーロッパ人となった。3月14日にボートで遡行できる限界に達すると、スターリングは隊員を3つのグループにわけ流域を調査させ、3月18日に探検隊は船にもどった。フレーザーはこの探検で多くの珍しい植物を発見した。
この探検の後、フレーザーは、この地域の土壌の肥沃さを賞賛する報告書を書くが、実際に肥沃な土地はスワン川の堆積地の狭い範囲だけであったことで批判を集めることになった。
1828年に、アラン・カニンガムのモートン湾、ダーリング・ダウンズ、カニンガム・ギャップの探検に参加し、その年の後半は、総督からブリスベンの公共庭園設立のための植物収集に派遣された。またタスマニアやノーフォーク島には何度も採集に赴いた。
1831年に没するまで、数百のオーストラリアの植物を採集、記録した。彼の収集した標本はキューガーデンなどに保存されていた。一部はシドニー王立植物園の標本館に返還された。